# Гедройц, Ежи
Е́жи Владислав (Ю́рий Игна́тьевич) Ге́дройц (пол. Jerzy Władysław Giedroyc, в стандартной польской орфографии Giedroyć; 27 июля 1906, Минск — 14 сентября 2000, Мезон-Лаффит близ Парижа) — польский публицист, политик, мемуарист, основатель и главный редактор польскоязычного журнала Kultura, а также соучредитель издательства Instytut Literacki. С 1947 года до конца жизни проживал во Франции.

## Ранние годы
Представитель старинного рода литовских князей Гедройцев. Окончил лицей в Варшаве. В Варшавском университете изучал право (1924—1929) и историю (1930—1931). Работал референтом в министерстве сельского хозяйства (1929—1935), позднее руководил одним из отделов в министерстве промышленности и торговли (1935—1939).
В 1930 стал редактором еженедельника «Dzień Akademicki» (приложения к «Dzień Polski») и вскоре преобразовал его в «Bunt Młodych» («Бунт молодых»), выходящий дважды в месяц. В 1936 двухнедельник сменил название на «Polityka» и стал влиятельным еженедельником.
С началом Второй мировой войны оказался в Румынии. Был секретарём посла Польши в Румынии Р. Рачиньского (1939—1940), затем начальником польского отдела при посольстве Чили в Румынии (1940), затем сотрудником английского посольства в Бухаресте (1941). В качестве солдата Отдельной Карпатской бригады участвовал в ливийской кампании, затем руководил отделом печати в штабе корпуса генерала Андерса (1941—1944). В 1945 стал начальником европейского департамента министерства информации правительства Польши в Лондоне.

## В эмиграции
Основал издательство «Instytut Literacki» в Риме (1946). С 1947 издательство располагалось в Мезон-Лаффите. Издательство в 1947—2000 выпускало эмигрантский ежемесячный литературный журнал «Kultura», главным редактором которого был Гедройц. Журнал стал центром польской политической и общественной мысли не только в эмиграции, но и в Польше, где распространялся нелегально. На его страницах публиковались Симона Вейль, Альбер Камю, Т. С. Элиот, Чоран, Жанна Эрш и другие европейские интеллектуалы. В серии «Biblioteka „Kultury“» («Библиотека „Культуры“») издано более 600 книг, в том числе переводы произведений А. Д. Сахарова, А. И. Солженицына и других русских авторов. К деятельности издательства и участию в журнале привлёк выдающихся польских эмигрантских писателей и публицистов Юзефа Чапского, Чеслава Милоша, Витольда Гомбровича, Густава Херлинг-Грудзинского, Ежи Стемповского, Зыгмунта Хаупта, Анджея Хцюка, Юлиуша Мерошевского и других.
Помимо «Культуры», под руководством Гедройца с 1962 в Париже выходил ежеквартальник «Zeszyty Historyczne» («Исторические тетради»), публиковавший материалы по новейшей истории Польши и соседних стран (Латвия, Литва, Россия, Украина) — аналитические статьи, публикации документов и воспоминаний.
Был также членом редколлегии русского эмигрантского журнала «Континент» и украинского журнала «Виднова».
Автор мемуарной книги «Autobiografia na cztery ręce» (1994).
Ежи Гедройц скончался 14 сентября 2000 года.

## Награды и звания
- Офицер ордена Короны Румынии (Румыния, 1930 год)
- Орден Белой звезды V класса (Эстония, 1932 год)
- Кавалер ордена Короны (Бельгия, 1938 год)
- Кавалер ордена Почетного Легиона (Франция, 1938 год)[4]
- Офицер ордена Почетного Легиона (Франция, 1996 год)
- Орден Белого орла (Польша, 1994 год), от награды отказался в знак неприятия политического курса президента Леха Валенсы[5]
- Кавалер Большого креста ордена Великого князя Литовского Гядиминаса (Литва, 13 мая 1998 года)
- Орден «За заслуги» III степени (Украина, 3 апреля 1998 года) — за весомый личный вклад в развитие польско-украинских отношений, многолетнюю литературную и общественно-политическую деятельность (от награды отказался; в указе президента Украины о награждении Гедройц был ошибочно назван гражданином Франции)[6][7]
- Почётный доктор Ягеллонского университета (1991 год)
- Почётный доктор Вроцлавского университета (1998 год)
- Почётный доктор Варшавского университета (1998 год)
- Почётный доктор Университета Марии Склодовской-Кюри в Люблине (2000 год)[8]
- Почётный доктор Белостокского университета (2000 год)
- Почётный доктор Щецинского университета (2000 год)
- Почётный гражданин Литвы (1997 год)[9]

## Увековечивание памяти
- 2006 год был объявлен польским Сеймом годом Ежи Гедройца[10].
- 100-летие со дня рождения Гедройца было включено в перечень памятных дат, отмечаемых под эгидой ЮНЕСКО[11].
- Именем Ежи Гедройца названа одна из улиц минского микрорайона Брилевичи (2007 год)[12].
- 29 ноября 2018 года Киевский городской совет принял решение переименовать улицу Тверскую в улицу Ежи Гедройца[13].
- 28 декабря 2011 года в Белоруссии была учреждена премия имени Ежи Гедройца в области литературы на белорусском языке.